# Erica sitiens
Erica sitiens är en ljungväxtart som beskrevs av Johann Friedrich Klotzsch. Erica sitiens ingår i släktet klockljungssläktet, och familjen ljungväxter. Inga underarter finns listade i Catalogue of Life.